# Favratia zoysii
La campanula di Zois (nome scientifico Favratia zoysii Feer, 1890) è una pianta erbacea perenne, dai fiori blu a forma di campana, appartenente alla famiglia delle Campanulaceae. È anche l'unica specie del genere Favratia Feer, 1890.

## Etimologia
L'epiteto specifico (zoysii) è stato dato in onore del dilettante botanico carniolico e collezionista di piante Karl von Zois zu Laibach barone di Edelsetein (1756 - 1799) Il binomio scientifico della pianta è stato definito dal botanico svizzero Heinrich Feer (1857-1892) nella pubblicazione "Botanische Jahrbücher für Systematik, Pflanzengeschichte und Pflanzengeographie. Lipsia - 12(5): 610. 1890" del 1890.

## Descrizione

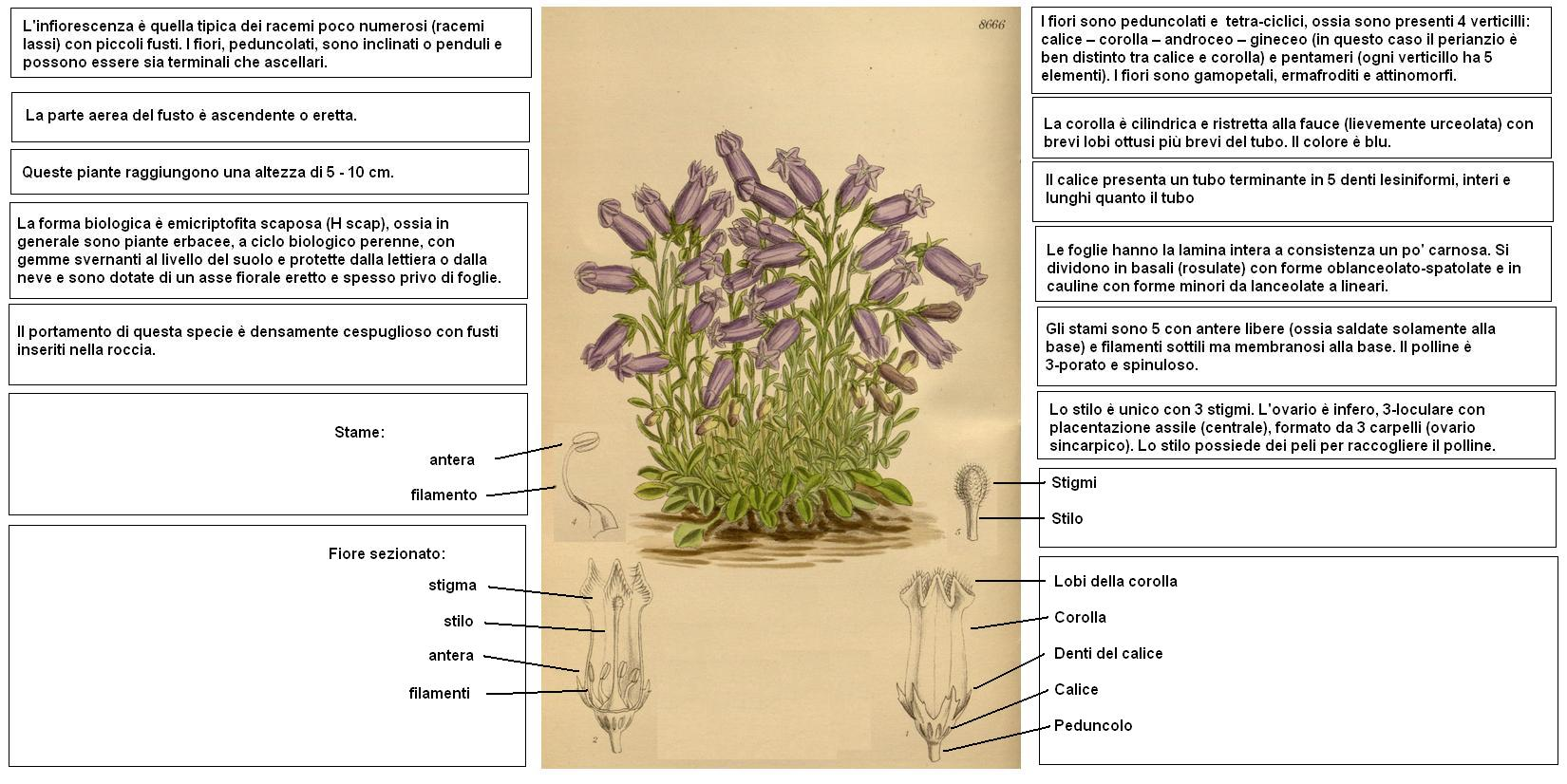
Descrizione delle parti della pianta

Queste piante raggiungono una altezza di 5 – 10 cm. La forma biologica è emicriptofita scaposa (H scap), ossia in generale sono piante erbacee, a ciclo biologico perenne, con gemme svernanti al livello del suolo e protette dalla lettiera o dalla neve e sono dotate di un asse fiorale eretto e spesso privo di foglie. Il portamento di questa specie è densamente cespuglioso con fusti inseriti nella roccia; tutte le sue parti sono subglabre e contengono lattice.

### Radici
Le radici sono secondarie da rizoma.

### Fusto
La parte aerea del fusto è ascendente o eretta.

### Foglie
Le foglie hanno la lamina intera a consistenza un po' carnosa. Si dividono in basali (rosulate) con forme oblanceolato-spatolate e in cauline con forme minori da lanceolate a lineari.

### Infiorescenza

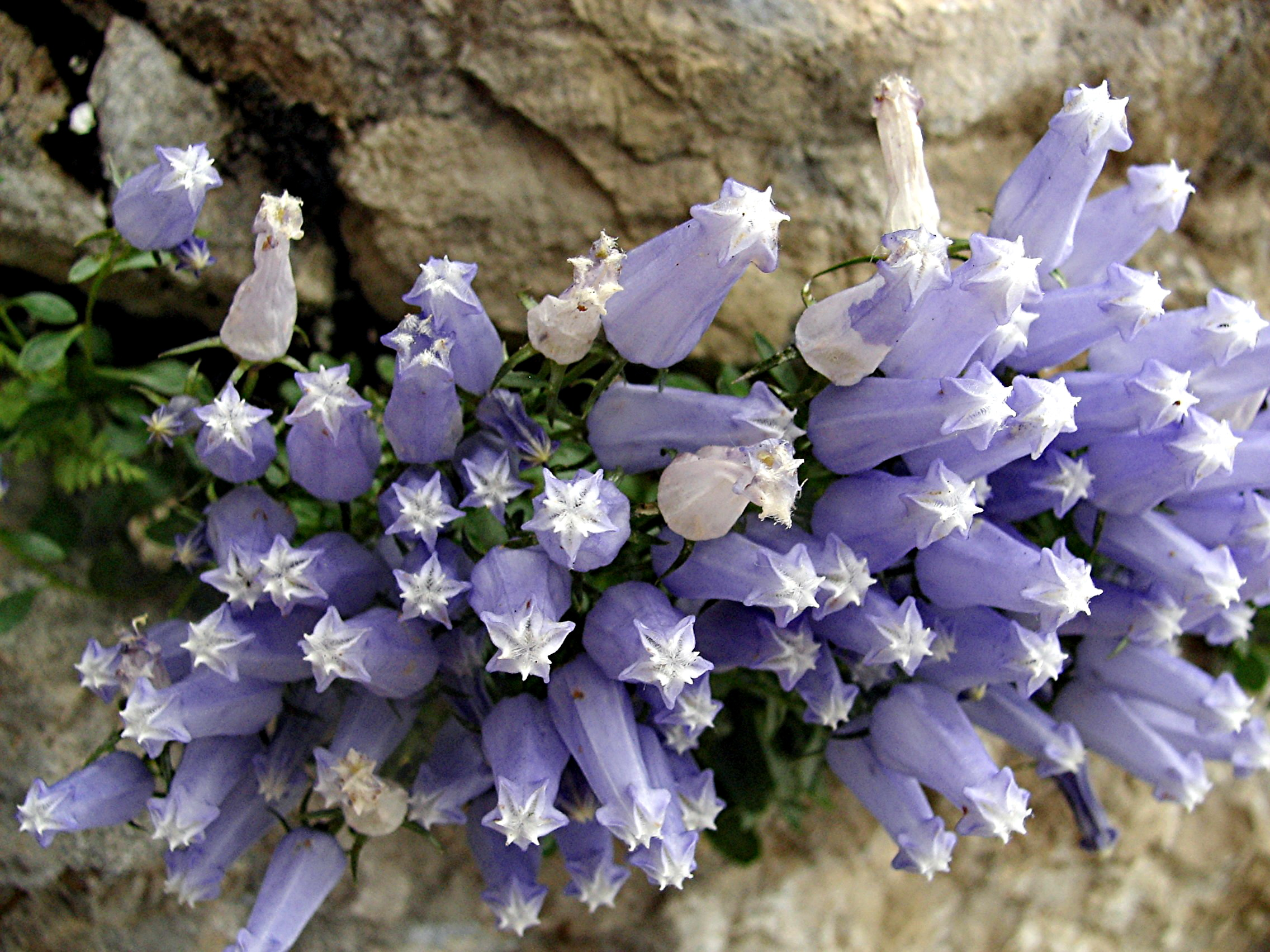
Infiorescenza

L'infiorescenza è quella tipica dei racemi poco numerosi (racemi lassi) con piccoli fusti. I fiori, peduncolati, sono inclinati o penduli e possono essere sia terminali che ascellari. Lunghezza dei peduncoli: 5 – 10 mm.

### Fiore
I fiori sono peduncolati e tetra-ciclici, ossia sono presenti 4 verticilli: calice – corolla – androceo – gineceo (in questo caso il perianzio è ben distinto tra calice e corolla) e pentameri (ogni verticillo ha 5 elementi). I fiori sono gamopetali, ermafroditi e attinomorfi. Lunghezza del fiore: 15 – 20 mm.
- Formula fiorale: per questa pianta viene indicata la seguente formula fiorale:

K (5), C (5), A (5), G (2-5), infero, capsula
- Calice: il calice presenta un tubo terminante in 5 denti lesiniformi, interi e lunghi quanto il tubo. Lunghezza del tubo: 5 mm.
- Corolla: la corolla è cilindrica e ristretta alla fauce (lievemente urceolata) con lobi ottusi più brevi del tubo e sporgenti all'esterno. Il colore è blu.
- Androceo: gli stami sono 5 con antere libere (ossia saldate solamente alla base) e filamenti sottili ma membranosi alla base. Il polline è 3-porato e spinuloso.
- Gineceo: lo stilo è unico con 3 stigmi. L'ovario è infero, 3-loculare con placentazione assile (centrale), formato da 3 carpelli (ovario sincarpico). Lo stilo possiede dei peli per raccogliere il polline.
- Fioritura: da giugno ad agosto (settembre).

### Frutti
I frutti sono delle capsule poricide 3-loculari a forma subsferico-angolosa; la deiscenza avviene tramite pori situati nella parte apicale, sotto i denti del calice. I semi sono molto minuti.

## Riproduzione
- Impollinazione: l'impollinazione avviene tramite insetti (impollinazione entomogama con api e farfalle anche notturne). In queste piante è presente un particolare meccanismo a "pistone": le antere formano un tubo nel quale viene rilasciato il polline raccolto successivamente dai peli dallo stilo che nel frattempo si accresce e porta il polline verso l'esterno.[7]
- Riproduzione: la fecondazione avviene fondamentalmente tramite l'impollinazione dei fiori (vedi sopra).
- Dispersione: i semi cadendo a terra (dopo essere stati trasportati per alcuni metri dal vento, essendo molto minuti e leggeri – disseminazione anemocora) sono successivamente dispersi soprattutto da insetti tipo formiche (disseminazione mirmecoria).

## Distribuzione e habitat

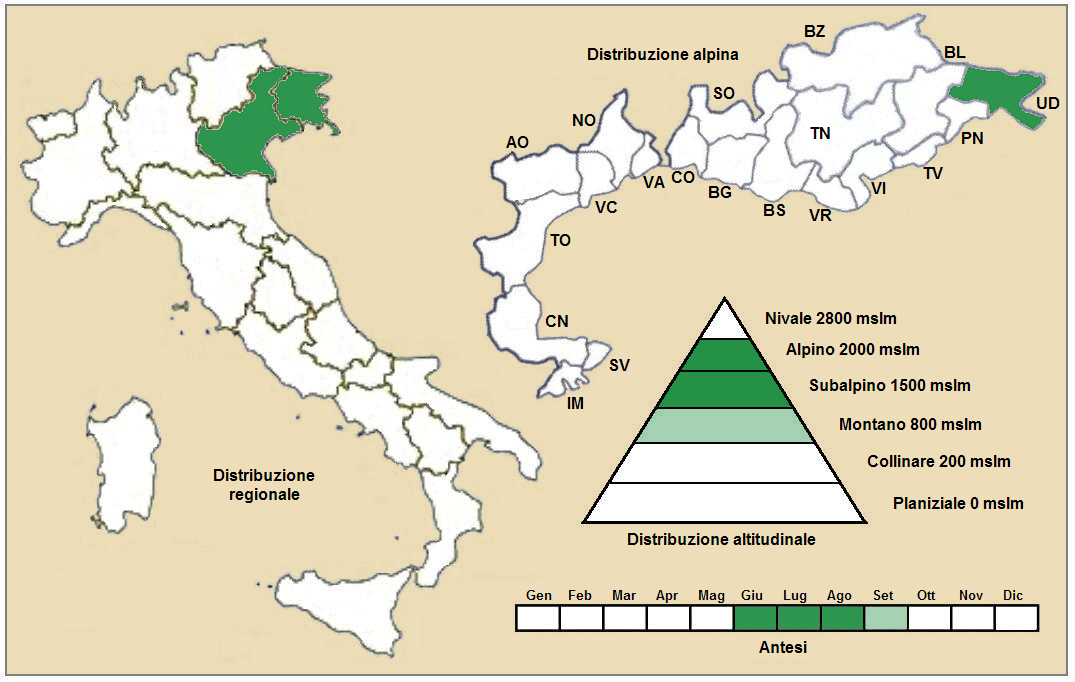
Distribuzione della pianta
(Distribuzione regionale – Distribuzione alpina)

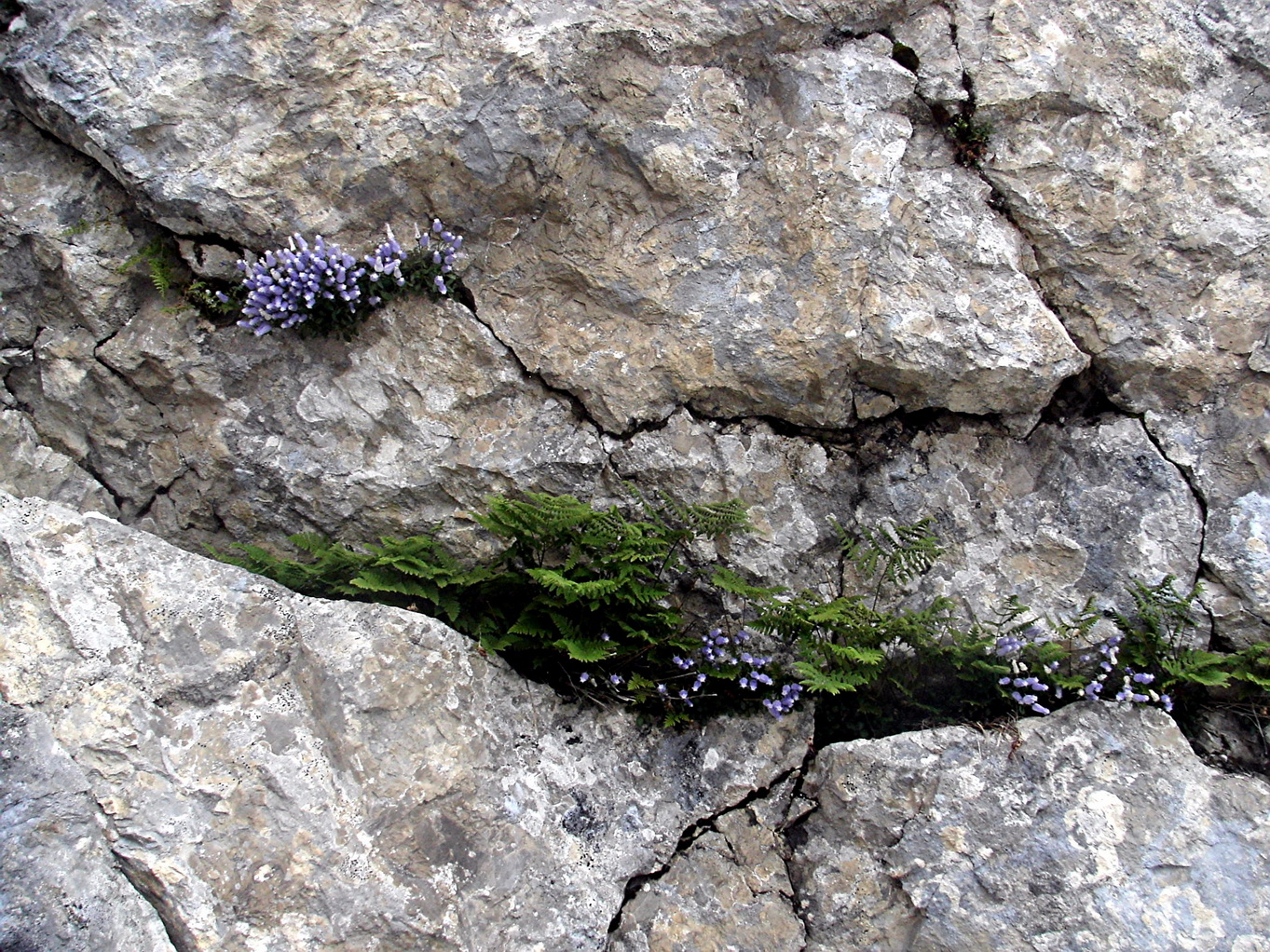
Habitat e habitus

- Geoelemento: il tipo corologico (area di origine) è Endemico Sud Est - Alpico.
- Distribuzione: in Italia questa specie si trova raramente nelle Alpi orientali. Fuori dall'Italia, sempre nelle Alpi, questa specie si trova in Carinzia (Austria) e Slovenia.[9]
- Habitat: l'habitat tipico per questa pianta sono le rupi e le fessure; ma anche i ghiaioni, le pietraie e i ruderi in generale; in particolare è limitata ai pendii sassosi (calcarei) esposti a nord. Il substrato preferito è calcareo con pH basico, bassi valori nutrizionali del terreno che deve essere umido.[9]
- Distribuzione altitudinale: sui rilievi queste piante si possono trovare da 1800 (minimo 500/1500) a 2200 (massimo 2500) m s.l.m.; frequentano quindi i seguenti piani vegetazionali: subalpino, alpino e in parte quello montano.

### Fitosociologia
Dal punto di vista fitosociologico Favratia zoysii appartiene alla seguente comunità vegetale:
Formazione: delle comunità delle fessure, delle rupi e dei ghiaioni
Classe: Asplenietea trichomanis
Ordine: Potentilletalia caulescentis
Alleanza: Potentillion caulescentis
Associazione: Physoplexido comosae - Potentillenion caulescentis

### Vulnerabilità
Questa specie non è a rischio di estinzione in quanto pur essendo una specie endemica (relativamente al solo areale delle Alpi orientali) e pur avendo bisogno di un habitat piuttosto specifico, nel suo habitat è abbastanza comune con popolazioni stabili, inoltre alcuni dei suoi siti sono protetti.  È inserita quindi nella categoria "Least Concern".

## Tassonomia
La famiglia di appartenenza della Favratia zoysii (Campanulaceae) è relativamente numerosa con 89 generi per oltre 2000 specie (sul territorio italiano si contano una dozzina di generi per un totale di circa 100 specie); comprende erbacee ma anche arbusti, distribuiti in tutto il mondo, ma soprattutto nelle zone temperate. Il genere di questa voce appartiene alla sottofamiglia Campanuloideae (una delle cinque sottofamiglie nella quale è stata suddivisa la famiglia Campanulaceae) ed è monospecifico.
Il Sistema Cronquist assegna al genere Favratia la famiglia delle Campanulaceae e l'ordine delle Campanulales mentre la moderna classificazione APG la colloca nell'ordine delle Asterales (stessa famiglia). Sempre in base alla classificazione APG sono cambiati anche i livelli superiori (vedi tabella all'inizio a destra).

Il numero cromosomico di F. zoysii è: 2n = 34.